# Jiří Družecký
Jiří Družecký, niem. Georg Druschetzky; inne wersje pisowni nazwiska: Droschezky, Držecky, Druzecky, Druzeczky, Druzechi, Drzechi (ur. 7 kwietnia 1745 w Jemníkach, zm. 21 czerwca 1819 w Budzie) – czeski kompozytor, oboista i kotlista.

## Życiorys
Pobierał naukę w Dreźnie u włoskiego oboisty Carlo Besozziego, następnie w 1762 roku wstąpił do 50 regimentu grenadierów, grając w orkiestrze wojskowej. Stacjonował w Dreźnie, Wiedniu i Linzu. W 1783 roku osiadł w Wiedniu. W latach 1787–1795 przebywał na dworze hrabiego Antona Grassalkoviča w Bratysławie, później natomiast na dworze kardynała Józsefa Batthyányego w Budzie. W 1807 roku został nadwornym kompozytorem arcyksięcia Józefa Antoniego Habsburga, a w 1813 roku dyrektorem muzycznym orkiestry dworskiej.

## Twórczość
Ceniony jako wirtuoz-kotlista. Komponował liczne (w sumie ponad 150) partity na instrumenty dęte (tzw. Harmoniemusik). Ponadto napisał m.in. dziewięć mszy, dwa motety, pięć graduałów, siedem offertoriów, trzy opracowania Te Deum, 27 symfonii, 12 koncertów (w tym dwa na kotły), dwie fantazje, 47 kwartetów smyczkowych, 16 kwartetów dętych, 2 kwintety.